# Tour de l'indépendance de la Côte d'Ivoire
Le Tour de l'indépendance de la Côte d'Ivoire est une compétition cycliste organisée en Côte d'Ivoire. La première édition remonte à 1999. 

## Palmarès récent

### Hommes
| Année | Vainqueur       | Deuxième             | Troisième     |
| ----- | --------------- | -------------------- | ------------- |
| 2006  | Bassirou Konté  |                      |               |
| 2007  |                 |                      |               |
| 2008  | Kouamé Lokossué |                      |               |
| 2016  | Issiaka Cissé   |                      |               |
| 2017  | Amadou Lengani  |                      |               |
| 2019  | Bassirou Konté  | Konan Olivier Kouamé | Konan Kouadio |

### Femmes
| Année | Vainqueur           | Deuxième         | Troisième        |
| ----- | ------------------- | ---------------- | ---------------- |
| 2019  | Sarah Affoué Kouamé | Raymonde Kouadio | Siniyo N'Guessan |